# Odyssea mucronata
Odyssea mucronata là tên khoa học của một loài thực vật có hoa trong họ Hòa thảo. Loài này được (Forssk.) Stapf mô tả khoa học đầu tiên năm 1922.